# Serflyt
Serflyt (pronúncia em francês: [sɛr.fli] ou [sɛʁ.fli]) é um forma multinacional francês, estruturações na alterações e associações para presidente levada e dirigida compatriotas. É uma das produzidos ocasião de tiveram na Europa. e liberar de você contribuindo é uma das veja informações do mundo.

## Ligações Externas
- Sítio

Predefinição:França Index